# Rockin' (canción)
«Rockin'» es una canción grabada por el cantante canadiense  The Weeknd, que forma parte de su tercer álbum de estudio, Starboy (2016). Fue enviada a la radio de hits contemporáneos en Francia el 9 de mayo de 2017, como el cuarto sencillo a nivel internacional, del álbum. Fue escrita por The Weeknd, Max Martin, Peter Svensson, Savan Kotecha, Ali Payami, y el rapero Belly, y producido por Payami y Martin, con The Weeknd como coproductor.

## Posicionamiento
| Lista (2016–17)                             | Mejor posición |
| ------------------------------------------- | -------------- |
| Bélgica (Flandes) (Ultratip Bubbling Under) | 14             |
| Bélgica (Valonia) (Ultratop 50)             | 41             |
| Canadá (Canadian Hot 100)                   | 25             |
| Francia (SNEP)                              | 176            |
| Alemania (Media Control AG)                 | 60             |
| Italia (FIMI)                               | 46             |
| Países Bajos (Mega Single Top 100)          | 25             |
| Noruega (VG-lista)                          | 24             |
| Suecia (Sverigetopplistan)                  | 12             |
| Reino Unido (UK R&B Chart)                  | 4              |
| Estados Unidos (Billboard Hot 100)          | 44             |
| Estados Unidos (Hot R&B/Hip-Hop Songs)      | 20             |

## Historial de lanzamientos
| Región      | Fecha               | Formato                | Discográfica(s) | Ref.   |
| ----------- | ------------------- | ---------------------- | --------------- | ------ |
| Francia     | 9 de mayo de 2017   | Contemporary hit radio | XO Republic     | [ 14 ] |
| Italia      | 26 de mayo de 2017  | Contemporary hit radio | Universal       | [ 15 ] |
| Reino Unido | 21 de julio de 2017 | Contemporary hit radio | XO Republic     | [ 16 ] |